# جورجي روميرو
جورجي روميرو (بالإسبانية: Jorge Lino Romero Santacruz)‏ (مواليد 23 سبتمبر 1937) هو لاعب كرة قدم. يلعب مع منتخب باراغواي لكرة القدم. سبق له أن لعب في كأس العالم لكرة القدم مع منتخب بلاده.

## روابط خارجية
- جورجي روميرو على موقع الاتحاد الدولي (مؤرشف)  (الإنجليزية)
- جورجي روميرو على موقع قاعدة بيانات كرة القدم.إي يو (الإنجليزية)
- جورجي روميرو على موقع ناشيونال فوتبول تيمز (الإنجليزية)
- جورجي روميرو على موقع عالم كرة القدم.نت (الإنجليزية)